# Ochtendprofeet

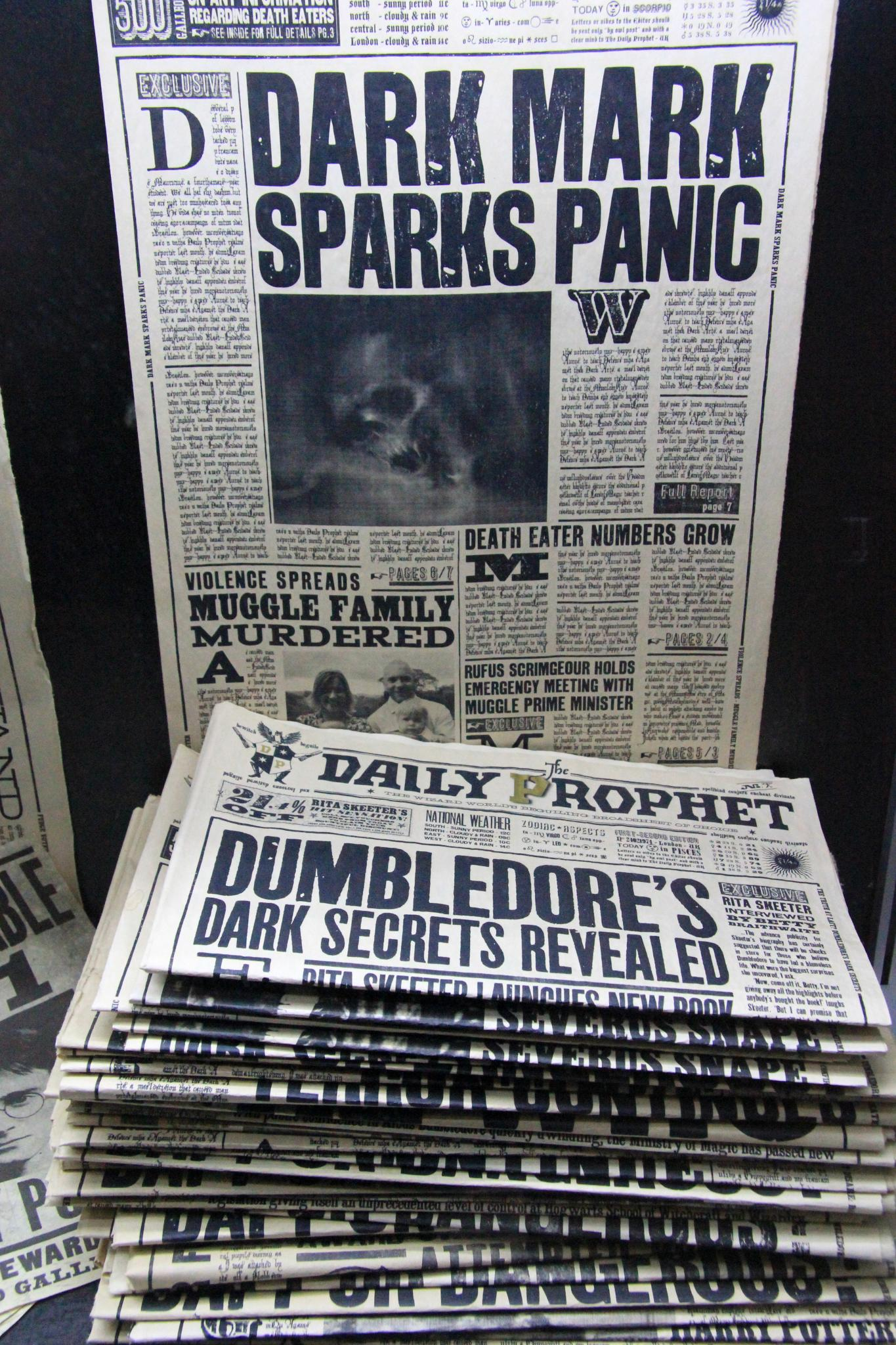

De Ochtendprofeet (Engels: The Daily Prophet) is een ochtendkrant die voorkomt in de zevendelige Harry Potterserie van de Britse schrijfster J.K. Rowling.
Als men een abonnement op deze krant heeft, krijgt men iedere ochtend deze krant gebracht door een uil. Een variant op deze krant is de Avondprofeet, die 's avonds verschijnt. Op zondag heet de krant de Zondagsprofeet.
In het begin van de serie is het een redelijk vrije krant, maar in het grootste deel van het vijfde jaar is er een grote censuur op de krant, onder druk van het Ministerie van Toverkunst. Het ministerie wil niet dat er positieve berichten geplaatst worden over Albus Perkamentus of Harry Potter, en weigert in te zien dat Heer Voldemort teruggekeerd is.
Het ministerie zorgt ervoor dat Perkamentus en Harry in een kwaad daglicht worden gesteld door te stellen dat Perkamentus seniel begint te worden en Harry psychisch gestoord is. Hiervoor gebruiken zij de Ochtendprofeet.
Een bekende verslaggeefster en roddeljournaliste van de Ochtendprofeet is Rita Pulpers, al wordt zij in het grootste deel van het boek het vijfde boek door Hermelien Griffel onder druk gezet om geen artikelen meer te publiceren. De hoofdredacteur is Barnabas Botterijk.

## Andere kranten en tijdschriften uit de Harry Potterboeken
- De Kibbelaar
- Heks en Haard